# Ефингам (тежък крайцер, 1921)
Ефингам (на английски: HMS Effingham (98)) е тежък крайцер на Британския Кралски флот от типа „Хокинс“. Строи се по времето на подготовката и сключването на Вашингтонското морско съглашение, и съответства на приетите там ограничения, той и подобните му крайцери получават названието „Вашингтонски крайцер“ (на английски: Washington cruiser).

## История на службата

### Начало на службата
Единственият кораб в британския флот, който носи това име. Кръстен е в чест на Чарлз Хауард, 1-ви граф Нотингам, лорд Ефингам – един от командващите английския флот, който през 1587 г. разбива Непобедимата армада.
Заложен е на 6 април 1917 г. в Кралската корабостроителница в Портсмът, спуснат на вода на 8 юни 1921 г., влиза в строй на 2 юли 1925 г.. Командир на кораба – кептън (капитан 1-ви ранг) Сесил Рейн (на английски: Cecil Reyne). След подготовката на кораба и екипажа за служба е назначен на Ийстиндската станция, в състава на 4-та ескадра крайцери.
През септември 1929 г. за командир на кораба е назначен кептън Брус Фрейзър – бъдещият Първи морски лорд и адмирал на флота. На 2 ноември 1930 г. делегация от крайцера взема участие в коронацията на императора на Етиопия Хайле Селасие. Оркестър морски пехотинци на „Ефингам“ развлича гостите.
На 14 юни 1932 г. „Ефингам“ става за кратко флагмански кораб на командващия Ийстиндийската станция адмирал Мартин Дънбар-Нейсмит (на английски: Martin Dunbar-Nasmith), обаче още на 1 октомври той спуска своя флаг и крайцерът се връща в състава на 4-та ескадра леки крайцери. От март до април 1933 г. „Ефингам“ се намира на плаване по Бенгалския залив, след което се връща в Англия.
На 30 юли „Ефингам“ става флагмански кораб на командващия Резервния флот (на английски: Reserve Fleet) вицеадмирал Мунро Кер, и сменилият го по-късно вицеадмирал Естли-Раштън. След внезапната смърт на последния, през юни 1935 г., командването на Резервния флот приема вицеадмирал Дикенс, който издига флага си на 28 юни. На 16 юли същата година крайцерът взема участие в кралския преглед на флота по случай Сребърния юбилей от властването на Джордж V. На 29 септември 1936 г. очакващият началото на модернизация крайцер се лишава от статуса на флагмански кораб .
На 15 юни 1938 г. „Ефингам“ отново влиза в строй (командир на кораба – каптън Бърнард Уорбъртън-Лий (на английски: Bernard Warburton-Lee), ставайки флагмански кораб на командващия Резервния флот вицеадмирал Хортън. На 17 април 1939 г. на длъжността командир на кораба е назначен капитан Хаусън (на английски: John Howson). В периода до началото на август на същата година крайцерът получава липсващите по-рано прибори за управление на зенитния огън HACS. Освен това, едностволните 102-мм оръдия са заменени със сдвоени установки със същият калибър. На 9 август крайцерът е посетен от Джордж VI, който приема на борда командирите на шестдесетте кораба, участващи в кралския преглед на Резервния флот, който се състои в Уеймутския залив. На 25 август „Ефингам“ пристига в Скапа Флоу и е включен в състава на 12-а ескадра крайцери. Крайцерът остава флагмански кораб на Хортън след като той е назначен да командва Северния патрул, в задачите на който влизат и прихващането на немските съдове, опитващи се да се върнут в Германия преди началото на бойните действия.

### Превъоръжаване
През август 1939 г. корабът преминава превъоръжаване.
Крайцерът получава девет 152-мм оръдия Vickers 6"/L,45 BL Mk XII, монтирани на щокови лафети с дълбоки щитове, разположени по предишната схема: седем – в диаметралната плоскост на кораба, две – по бордовете.
В качеството на универсален калибър крайцерът получава четири 102-мм установки MkV, разположени по две от двете страни на комина и и гротмачтата. Пред гротмачтата, побордно и на палубата на юта между 152-мм оръдия № 8 и № 9, са поставени три зенитни 12,7-мм установки с картечници Vickers Mk III на четирицевните установки Mk I. Също така са направени платформи за две четирицевни установки за 40-мм „Пом-поми“.

### Втора световна война
След като на 3 септември Великобритания обявява война на Германия, задачите на Северния патрул са разширени: вече той следва да прехваща и германските рейдери, опитващи се да проникнат в Атлантическия океан. На 6 септември, в хода на своя първи патрул, „Ефингам“ получава повреди и на 3 октомври пристига за ремонт в кралската корабостроителница в Девънпорт. На 9 октомври работите са завършени и след шест дни „Ефингам“ сменява тежкия крайцер „Беруик“ (HMS Berwick) в охраната на конвоя KJ-3, обаче на 25 октомври е принуден да се върне в Девънпорт за ремонт на машините. На 7 ноември на кораба е натоварен товар от злато на стойност 2 милиона фунта стерлинги, който трябва да се достави до Халифакс. След 10 дни „Ефингам“ пристига в назначения порт, след което командирът на крайцера Хаусън е назначен за старши морски началник на Ийстиндийския патрул. На 24 ноември „Ефингам“ съвместно с австралийския лек крайцер „Пърт“ (HMAS Perth (D29)) се насочва към Бермудските острови за патрулиране на района от Кингстън (Ямайка) до Халифакс. От 3 до 6 декември крайцерът участва в патрулирането, обаче отново възникналите проблеми с машините изискват ремонт в кралската корабостроителница на Бермудите. Тръбичките на парните котли, поставени на мястото на неизправните, се оказват бракувани, а за тяхната замяна се налага връщане в Англия. „Ефингам“ отплава за Халифакс и на 29 декември оттам за Англию в състава на охраната на конвоя HX-14.
На 9 ноември крайцерът пристига в Портсмът и влиза за спешен ремонт. В хода му са заменени тръбичките на котлите. Освен това, на кораба, най-накрая, са поставени полагащите му се „пом-поми“ и система за управление на тяхната стрелба; монтиран е катапулт. На 12 април 1940 г. корабът се насочва към Скапа Флоу. Плановете на флотското командване предполагат участието на „Ефингам“ в окупацията на Нарвик и шведските железнорудни находища в Кируна и Малмбергет („План R4“) в случай, че Германия нахлуе в Норвегия. Британският план закъснява: немското нахлуване започва на 8 април.

#### Норвежката операция
На 17 април тежките крайцери „Ефингам“ и „Йорк“ (HMS York), лекият крайцер „Калкута“ (HMS Calcutta) и няколко разрушителя излизат в търсене на пет немски разрушителя, забелязани при Ставангер от разузнавателен самолет. Съобщението се оказва фалшиво, обаче корабите остават при входа на Ромсдалсфиорд, на 17 – 18 април, доката британските войски се стоварват в Молде и Ондалснес в дълбочината на фиорда. В ранното утро на 19 април „Ефингам“ е атакуван от немската подводница U-38, но безрезултатно. Вечерта на същия ден отрядът кораби се връща в Скапа Флоу. На 20 април на крайцера вдига флага си адмиралът на флота лорд Корк, наскоро назначен за командващ всички съюзни сили в Норвегия. На 24 април тежкият крайцер участва в неефективната, поради снежна буря, бомбардировка на Нарвик, завзет от немците. На 1 и 3 май оръдията на „Ефингам“ водят огън по цели в Анкенес и Бьорквик в хода на подготовката на планираната от съюзниците атака по Нарвик. На 12 – 13 май крайцерът изпълнява функциите на щабен кораб за времето на десанта в Бьорквик: на борда му се намират лорд Корк и командващият френските сили бригаден генерал Антуан Бетуар, там, в качеството на наблюдател, се намира и генерал-лейтенант Окинлек. Освен това, от крайцера са свалени 750 души от 13-а полубригада на Чуждестранния легион, артилерията на крайцера поддържа атаката на наземните войски.
Скоро след като става възможно да се изведе 2-ри батальон на граничарите от Южен Уелс от Анкенес в Хаща, Окинлек решава да ги изпрати щаба на 24-та гвардейска бригада за укрепване на отбраната на Будьо. Адмиралтейството заповядва превозването им да стане от „Ефингам“, а не с бавните войскови транспорти, тък като се опасява от удари на вражеската авиация. Капитан Хаусън настоява, че крайцерът е готов да вземе не повече от 36 тона припаси и амуниции в допълнение на 1020 британски и френски военнослужещи, обаче армията настоява на своето и крайцерът взема 120 тона и 10 бронетранспортьора „Универсал“. Разположените по палубата товари пречат да се използват част от 152- и 102-мм оръдия.
В 01:00 на 17 май „Ефингам“ напуска Харстад заедно с крайцерите за ПВО „Кайро“ (HMS Cairo) и „Ковънтри“ (HMS Coventry) в съпровождение на разрушителите „Ехо“ (HMS Echo) и „Матабеле“ (HMS Matabele). Опасявайки се от нападение на авиацията, Адмиралтейството решава да се откаже от най-краткия път – през Хелсунет и нататък през Вестфиорд, независимо от това, че движението по-дългия път означава по-висока скорост на движение на корабите, иначе те не могат да пристигнат в Будьо към 20:00 и да се разтоварят в тъмнината, скрити от нападенията на луфтвафе. При приближаването към Будьо капитан Хаусън решава, че по главния фарватер могат да действат немски подводници и за това е по-безопасно да се мине през по-тесния проход при островите Бликсвер. На крайцера има карта с голям мащаб на този район и Хаусън предпола, че „Ефингам“ – най-големият кораб в отряда – ще успее да премине оттам. Командващият 20-а ескадра крайцери контраадмирал Вивиен, намиращ се на „Ковънтри“, няма такава карта, но се съгласява с мнението на Хаусън и заповядва „Ефингам“ да плава първи, а другите крайцери да го следват. Първи плава разрушителя „Матабеле“, на скорост 23 възела (43 км/ч), по десния борд от него се движи „Ехо“, след „Матабеле“ плава „Ефингам“. В 19:47 „Матабеле“ закача подводна скала, откъсвайки левият си винт и неговия кронщейн, обаче не получава други повреди. След примерно минута на същата скала се натъква и „Ефингам“, който получава обширни пробойни в корпуса. „Ковънтри“ завива надясно и само леко закача кърмата на „Ефингам“.
Наводняването на отсеците на крайцера води до това, че той бързо губи ход и, минавайки скалата, започва да дрейфува. Независимо от това, че корпусът на „Ефингам“ стои на ровен кил, командирът на крайцера Хаусън се опасява, че корабът може да се преобърне и така да погуби по-голямата част от екипажа и намиращите се на него войници. Около 20:15 разрушителят „Ехо“ получава заповед да отбуксира крайцера в плитководието и да го качи на плитчина. Буксирането не е успешно и в 20:45 контраадмирал Вивиен заповядва крайцерът да се закара в дълбоки води, за да потъне там и да не може да бъде изваден от немците. В това време на „Ехо“ се качват всички войници и около 200 моряка от „Ефингам“. В 22:10 разрушителят предава хората на „Ковънтри“, след което се връща към „Ефингам“ за останалите моряци. Към това време крайцерът засяда на плитчина западно от Бликсвер близо до остров Скьолдш, с корпус на равен кил на място с дълбочина 9,1 м. Лодки от „Матабеле“ свалят част от хората от „Ефингам“ и ги предава на крайцера за ПВО „Кайро“. Последният по-рано плава до Будьо и води оттам местни съдове, тъй като „Ковънтри“ вече не може да приеме всички спасени. През нощта двата крайцера за ПВО и разрушителя „Матабеле“ отплават за Харстад.
Капитан Хаусън преминава на разрушителя „Ехо“, за да проследи операцията по спасяването на имуществото от седящия на плиткото тежък крайцер и за последващото привеждане на кораба в негодност. Неголемите съдове, дошли от Будьо, превозват на брега 4 бронетранспортьора и няколко миномета, обаче от другото военно имущество не е спасено много. Наличните на борда взривни вещества и бойни части за торпеда се оказват в наводнените отсеци, артилерията на крайцера е приведена в негодност, снарядите от кранците за първите изстрели са изхвърлени зад борда. В 8:00 разрушителя „Ехо“ поразява крайцера с две торпеда, след което той се преобръща в точката с координати 67°16′ с. ш. 14°03′ и. д. / 67.278333° с. ш. 14.058333° и. д.. След войната останките на „Ефингам“ са разкомплектовани за метал от фирмата Høvding Skipsopphugging, на дъното остават малко на брой парчета от обшивката и механизми.

## Коментари
1. ↑  Всички данни са приведени към момента на влизане в строй.
2. ↑  Британците използват римски цифри за обозначаване на моделите до края на Втората световна война.